# Instytut Pielęgniarstwa i Nauk o Zdrowiu Uniwersytetu Rzeszowskiego
Instytut Pielęgniarstwa i Nauk o Zdrowiu Uniwersytetu Rzeszowskiego (IP i NoZ UR) – jednostka dydaktyczno-naukowa należąca do struktur Wydziału Medycznego Uniwersytetu Rzeszowskiego, powstała w 2004 roku. W jej skład wchodzą trzy katedry, w ramach których znajduje się pięć zakładów i cztery pracownie naukowe. Prowadził działalność dydaktyczną i badawczą związaną z koncepcją, modelami i teorią w pielęgniarstwie, kształceniem w naukach opiekuńczych, komunikowaniem interpersonalnym w pielęgniarstwie, optymalizacją opieki pielęgniarskiej nad człowiekiem zdrowym i chorym, zachowaniami zdrowotnymi dzieci i ich efektami, epidemiologią zachorowań na nowotwory złośliwe. Instytut kształcił studentów na czterech kierunkach zaliczanych do nauk medycznych: dietetyka, elektroradiologia, pielęgniarstwo oraz zdrowie publiczne. 

## Historia
Początki Instytutu Pielęgniarstwa i Nauk o Zdrowiu Wydziału Medycznego Uniwersytetu Rzeszowskiego związane są z podjęciem w 2002 roku starań o uruchomienie studiów pierwszego stopnia na kierunku pielęgniarstwo i położnictwo przez władze rzeszowskiej uczelni. Zgodę na ich uruchomienie udzieliło rok później Ministerstwo Edukacji Narodowej i Sportu. W związku z tym władze Uniwersytetu Rzeszowskiego w 2004 roku utworzyły w ramach Wydziału Medycznego Instytut Pielęgniarstwa i Położnictwa. W roku akademickim 2007/2008 w jednostce tej rozpoczęto kształcenie studentów na studiach drugiego stopnia (pielęgniarstwo i położnictwo). Już rok później oferta edukacyjna została poszerzona o kierunki: ratownictwo medyczne i zdrowie publiczne (studia licencjackie).
W 2010 roku miała miejsce reorganizacja struktur i jednostki która przekształcono w Instytut Pielęgniarstwa i Nauk o Zdrowiu. W roku akademickim 2011/2012 rozpoczęto kształcenie na studiach I stopnia na kierunku dietetyka, zaś w latach kolejnych na kierunku elektroradiologia (2013/2014) i na studiach II stopnia na kierunku zdrowie publiczne (2013/2014).
W roku akademickim 2012/2013 na instytucie kształciło się 1064 studentów w trybie dziennym (680) oraz trybie zaocznym (384), a także kilku doktorantów, odbywających swoje studia w ramach Wydziałowego Studium Doktoranckiego. Zatrudnionych było 55 pracowników naukowo-dydaktycznych, w tym 8 z tytułem profesora i na stanowisku profesora zwyczajnego, 5 na stanowisku profesora nadzwyczajnego ze stopniem doktora habilitowanego, 25 adiunktów ze stopniem doktora oraz 17 asystentów z tytułem magistra.

## Władze
- dr hab. Wrzesław Romańczuk (2004) - dyrektor
- prof. dr hab. Paweł Januszewicz (od 2004) - dyrektor

## Kierunki kształcenia
W Instytucie Pielęgniarstwa i Nauk o Zdrowiu Uniwersytetu Rzeszowskiego prowadzone są studia pierwszego stopnia trwają 3 lata i kończą się uzyskaniem tytułu zawodowego licencjata o specjalności: dietetyka, elektroradiologia, pielęgniarstwo, zdrowie publiczne
Po ukończeniu studiów licencjackich ich absolwenci mogą kontynuować naukę na studiach drugiego stopnia (magisterskich uzupełniających), które trwają 2 lata i kończą się uzyskaniem dyplomu magistra o specjalności pielęgniarstwo oraz zdrowie publiczne
Poza tym w jednostce prowadzone są tzw. uzupełniające dla dyplomowanych pielęgniarek. Swoje zajęcia odbywają także doktoranci w ramach studiów doktoranckich, po których ukończeniu można uzyskać stopień naukowy doktora w zakresie nauk o zdrowiu.